# Pablo Maia
Pablo Gonçalves Maia Fortunato dit Pablo Maia, né le 10 janvier 2002 à Brazópolis au Brésil, est un footballeur international brésilien qui évolue au poste de milieu défensif au São Paulo FC.

## Biographie

### São Paulo FC
Né à Brazópolis au Brésil, Pablo Maia est formé par le São Paulo FC, qu'il rejoint en 2017 en provenance du Portuguesa Santista. Dans les équipes de jeunes il se fait notamment remarquer lors de la finale Paulista Sub-17 en 2019 en marquant l'un des buts décisifs face à la SE Palmeiras, contribuant au sacre de son équipe.
Il joue son premier match en professionnel lors d'une rencontre de Campeonato Paulista le 30 janvier 2022, face à l'Ituano Futebol Clube. Il entre en jeu à la place de Rodrigo Nestor, et la partie se termine sur un match nul (0-0). Il fait sa première apparition dans le championnat du Brésil de première division le 11 avril 2022, à l'occasion de la première journée de la saison 2022 face à l'Athletico Paranaense. Il est titularisé et son équipe s'impose par quatre buts à zéro, grâce notamment à un triplé de Jonathan Calleri.
Le 23 mars 2022, Pablo Maia signe un nouveau contrat avec São Paulo, le liant au club jusqu'en décembre 2024,. Le même jour il inscrit son premier but en professionnel, lors d'une rencontre du Campeonato Paulista contre le São Bernardo FC. Il participe ainsi à la victoire des siens par quatre buts à un.
Il inscrit son premier but en première division brésilienne le 7 mai 2023, contre le SC Internacional. Titularisé, il participe à la victoire de son équipe par deux buts à zéro.

### En sélection
Le 1er mars 2024, Pablo Maia est convoqué pour la première fois avec l'équipe nationale du Brésil par le sélectionneur Dorival Júnior. Il honore sa première sélection lors de ce rassemblement, le 23 mars 2024, lors d'un match amical contre l'Angleterre à Wembley durant lequel il entre en fin de match à la place de Vinícius Júnior (victoire 0-1 du Brésil).